# Martin Bútora
Martin Bútora, né le 7 octobre 1944 à Bratislava en Tchécoslovaquie, est un sociologue, un auteur, un professeur d'université et un diplomate slovaque (ancien ambassadeur slovaque aux États-Unis de 1999 à 2003).

## Biographie
En novembre 1989, il a été l'un des fondateurs du mouvement contre la violence, le principal mouvement de la révolution démocratique en Slovaquie. 
De 1990 à 1992, il a été le conseiller des droits de l'homme de l'ancien président de la Tchécoslovaquie Václav Havel. Dans la première moitié des années 1990, il a enseigné à l'université Charles de Prague et à l'université de Trnava. En 1997, il a cofondé l'Institut pour les affaires publiques duquel il a été le premier président. 
Son travail analytique se concentre sur la politique internationale, des relations transatlantiques, des droits de l'homme, et des minorités.
En 1999, le National Endowment for Democracy (Washington) lui a attribué la médaille du service démocratique. En 2000, il a reçu la médaille de Ján Papánek (cs) et en 2002 le Celebration of Freedom Award par le American Jewish Committee. La même année, il a reçu la Ľudovít Štúr Order du président de la Slovaquie pour sa contribution à la défense des droits de l'homme et au développement de la société civile.
Bútora a fini 6e à l'élection présidentielle de 2004 (6,5 % du total des voix).